# Ciclism la Jocurile Olimpice de vară din 2024 - Sprint feminin pe echipe
Cursa ciclistă de sprint feminin pe echipe de la Jocurile Olimpice de vară din 2024 a avut loc pe 5 august 2024 pe Vélodrome de Saint-Quentin-en-Yvelines, Paris.

## Program
Orele sunt ora Franței (UTC+1) 
| Data                | Ora     | Etapă      |
| ------------------- | ------- | ---------- |
| Luni, 5 august 2024 | 17:00   | Calificări |
| Luni, 5 august 2024 | urmează | Primul tur |
| Luni, 5 august 2024 | urmează | Finale     |

## Rezultate

### Calificări
| Loc | Țară           | Cicliste                                              | Rezultat | Note |
| --- | -------------- | ----------------------------------------------------- | -------- | ---- |
| 1   | Marea Britanie | Katy Marchant Sophie Capewell Emma Finucane           | 45,472   | RM   |
| 2   | Noua Zeelandă  | Rebecca Petch Shaane Fulton Ellesse Andrews           | 45,593   |      |
| 3   | Germania       | Pauline Grabosch Emma Hinze Lea Sophie Friedrich      | 45,644   |      |
| 4   | Olanda         | Kyra Lamberink Hetty van de Wouw Steffie van der Peet | 46,086   |      |
| 5   | China          | Guo Yufang Bao Shanju Yuan Liying                     | 46,458   |      |
| 6   | Mexic          | Jessica Salazar Yuli Verdugo Daniela Gaxiola          | 46,587   |      |
| 7   | Polonia        | Marlena Karwacka Urszula Łoś Nikola Sibiak            | 47,284   |      |
| 8   | Canada         | Sarah Orban Lauriane Genest Kelsey Mitchell           | 47,578   |      |

### Primul tur
| Loc | Serie | Țară           | Cicliste                                              | Rezultat | Note   |
| --- | ----- | -------------- | ----------------------------------------------------- | -------- | ------ |
| 1   | 4     | Marea Britanie | Katy Marchant Sophie Capewell Emma Finucane           | 45,338   | CA, RM |
| 2   | 3     | Noua Zeelandă  | Rebecca Petch Shaane Fulton Ellesse Andrews           | 45,348   | CA     |
| 3   | 2     | Germania       | Pauline Grabosch Emma Hinze Lea Sophie Friedrich      | 45,377   | CB     |
| 4   | 1     | Olanda         | Kyra Lamberink Hetty van de Wouw Steffie van der Peet | 45,798   | CB     |
| 5   | 2     | Mexic          | Jessica Salazar Yuli Verdugo Daniela Gaxiola          | 46,198   |        |
| 6   | 1     | China          | Guo Yufang Bao Shanju Yuan Liying                     | 46,362   |        |
| 7   | 4     | Canada         | Sarah Orban Lauriane Genest Kelsey Mitchell           | 46,816   |        |
| 8   | 3     | Polonia        | Marlena Karwacka Urszula Łoś Nikola Sibiak            | 47,022   |        |

### Finale
| Loc                            | Țară           | Cicliste                                              | Rezultat | Note |
| ------------------------------ | -------------- | ----------------------------------------------------- | -------- | ---- |
| Finala pentru medalia de aur   |                |                                                       |          |      |
| 1                              | Marea Britanie | Katy Marchant Sophie Capewell Emma Finucane           | 45,186   | RM   |
| 2                              | Noua Zeelandă  | Rebecca Petch Shaane Fulton Ellesse Andrews           | 45,659   |      |
| Finala pentru medalia de bronz |                |                                                       |          |      |
| 3                              | Germania       | Pauline Grabosch Emma Hinze Lea Sophie Friedrich      | 45,400   |      |
| 4                              | Olanda         | Kyra Lamberink Hetty van de Wouw Steffie van der Peet | 45,690   |      |
| Finala pentru locul 5          |                |                                                       |          |      |
| 5                              | Mexic          | Jessica Salazar Yuli Verdugo Daniela Gaxiola          | 46,251   |      |
| 6                              | China          | Guo Yufang Bao Shanju Yuan Liying                     | 46,572   |      |
| Finala pentru locul 7          |                |                                                       |          |      |
| 7                              | Polonia        | Marlena Karwacka Urszula Łoś Nikola Sibiak            | 47,175   |      |
| 8                              | Canada         | Sarah Orban Lauriane Genest Kelsey Mitchell           | 47,631   |      |